# Asaracus rufociliatus
Asaracus rufociliatus là một loài nhện trong họ Salticidae.
Loài này thuộc chi Asaracus. Asaracus rufociliatus được Eugène Simon miêu tả năm 1902.